# Pedro Taborda
Pedro Manuel Taborda Moreira (n. 22 iunie 1978, Covilhã, Beiras e Serra da Estrela⁠(d), Portugalia) este un jucător portughez de fotbal retras din activitate. 
În trecut a evoluat la celebrul club portughez FC Porto.